# Shutter (película de 2004)
Shutter (en tailandés ชัตเตอร์ กดติดวิญญาณ, Shutter) (titulada: They Are Around Us en Estados Unidos, Están entre nosotros en México, El fotógrafo en Venezuela y Shutter: El fotógrafo en España) es una película de terror tailandesa del año 2004 producida por Yodphet Sudsawad y dirigida por los directores Banjong Pisanthanakun y Parkpoom Wongpoom. Es protagonizada por Ananda Everingham, Natthaweeranuch Thongmee y Achita Sikamana.
La trama se enfoca en imágenes misteriosas de carácter paranormal y un ser fantasmal que busca venganza. La película fue un gran éxito de taquilla por lo que es una de las mejores películas de terror de Tailandia reconocidas en todo el mundo. Tuvo una versión estadounidense bajo el mismo título Shutter que fue lanzado en 2008.

## Argumento
Tras una fiesta con amigos, Jane y su novio fotógrafo Tun tienen un accidente de coche, en el que Jane atropella accidentalmente a una mujer. Tun le prohíbe salir del coche y se alejan dejando a la chica en la carretera.
Tun comienza a descubrir misteriosas sombras blancas y rostros en sus fotografías. Jane cree que estas imágenes pueden ser el fantasma de la chica que atropellaron. Tun, que sufre fuertes dolores de cuello desde el accidente, visita a un especialista y se consterna al descubrir que su peso es casi el doble del habitual. Descarta la idea de estar embrujado, aunque sus amigos también se ven perturbados por esta entidad.
Jane descubre que la chica era Natre, una joven tímida que había asistido al mismo colegio que Tun. Tun admite que él y Natre mantenían una relación, que Tun había mantenido en secreto ante sus amigos. Natre amaba a Tun y amenazó con suicidarse cuando éste rompió la relación. Tun es testigo del suicidio de su amigo Tonn y descubre que sus otros dos amigos íntimos de la universidad también se han suicidado. Creyendo que el fantasma de Natre les ha obligado a hacerlo, Tun se convence de que él será el siguiente.
Tun y Jane visitan a la madre de Natre y descubren el cuerpo putrefacto de ésta en el dormitorio. Natre se había suicidado, pero su madre no podía soportar que la incineraran. Convencen a su madre para que le haga un funeral en condiciones, tras lo cual Jane espera que todo vuelva a la normalidad. Pasan la noche en un hotel, donde Tun se enfrenta al fantasma de Natre. Al intentar huir, se cae de una escalera de incendios y resulta herido.
Al regresar a Bangkok, Jane recoge algunas fotografías. Una de ellas muestra una serie de imágenes de Natre arrastrándose hacia la librería del apartamento de Tun. Jane encuentra un conjunto de negativos escondidos detrás de la estantería. Al revelarlos, encuentra fotografías en las que los amigos de Tun -los que se suicidaron- agreden sexualmente a Natre. Asqueada por sus hallazgos y ahora convencida de que Natre intentó advertirla, una llorosa Jane se enfrenta a Tun. Tun admite que fue testigo de la violación pero que no hizo nada para detener a sus amigos, y que fue él quien tomó esas fotos. Dice que lo hizo por la presión de sus compañeros y que nunca se ha perdonado, pero Jane le deja.
Sabiendo que todavía le persigue Natre, Tun empieza a hacer fotos de todas las habitaciones de la casa, pero no la ve. Tira la cámara con rabia, sólo para que se dispare y tome una fotografía de Tun, mostrando a Natre sentada sobre sus hombros y revelando la verdadera causa de su dolor de cuello y su doble peso corporal. Natre le tapa los ojos, haciéndole perder el equilibrio y caer por la ventana.
La escena final muestra a un Tun vendado y desplomado, sentado en una cama de hospital mientras Jane le visita. Cuando la puerta se cierra, el reflejo del cristal muestra a Natre todavía sentada sobre sus hombros.

## Reparto
- Ananda Everingham
- Natthaweeranuch Thongmee
- Achita Sikamana
- Titikarn Tongprasearth
- Sivagorn Muttamara
- Chachchaya Chalemphol
- Kachormsak Naruepatr
- Abhijati 'Meuk' Jusakul
- Binn Kitchacho
- Samruay Jaratjaroonpong
- Jitlada Korsangwichai
- Duangporn Sontikhan
- Panu Puntoomsinchal

## Recepción
La película ha recibido un 7,6 y un 79% por parte de Rotten Tomatoes.
La película fue nominada para el Premio de Oro 2005 Kinnaree de mejor película en el Festival Internacional de Cine de Bangkok y ha ganado varios premios en pequeños festivales de todo el mundo. La película fue especialmente bien recibido en Tailandia y Singapur.

## Shutter en otros países
Conocido como: ชัตเตอร์ กดติดวิญญาณ; 
Estreno: 9 de septiembre de 2004
 Conocido en China como ;鬼影;
Estreno: 18 de noviembre de 2004
 Conocido en Estados Unidos como Shutter: They Are Around Us;
Estreno: 23 de abril de 2005
 Conocido en Corea del Sur como 셔터;
Estreno:30 de junio de 2005
 Conocido en Alemania como: Shutter - Sie sind unter uns:
Estreno:28 de julio de 2005
 Conocido en España como Shutter: El fotógrafo;
Estreno: 11 de octubre de 2005
 Conocido en Polonia como ;Widmo;
Estreno: 27 de enero de 2006
 Conocido en Brasil como Espiritos - A Morte Está ao Seu Lado;
Estreno:24 de marzo de 2006
 Conocido en México como ;Están Entre Nosotros;
Estreno: 21 de abril de 2006
 Conocido en Venezuela como ;El fotógrafo;
Estreno: 28 de abril de 2006

## Estrenos
Las fechas siguientes van de acuerdo al estreno en diferentes países:
| País            | Estreno                                                                           |
| --------------- | --------------------------------------------------------------------------------- |
| Tailandia       | 9 de septiembre de 2004                                                           |
| Hong Kong       | 18 de noviembre de 2004                                                           |
| Malasia         | 18 de noviembre de 2004                                                           |
| Singapur        | 18 de noviembre de 2004                                                           |
| Tailandia       | 22 de enero de 2005 (Bangkok International Film Festival)                         |
| Estados Unidos  | 23 de abril de 2005 (Tribeca Film Festival)                                       |
| Filipinas       | 1 de junio de 2005                                                                |
| Corea del Sur   | 30 de junio de 2005                                                               |
| Germany         | 28 de julio de 2005 (München Fantasy Filmfest)                                    |
| Sweden          | 21 de septiembre de 2005 (Lund Fantastisk Film Festival)                          |
| España          | 11 de octubre de 2005 (Sitges Film Festival)                                      |
| Austria         | 16 de octubre de 2005 (Vienna International Film Festival)                        |
| Francia         | 12 de noviembre de 2005 (Lyon Asiexpo Film Festival)                              |
| República Checa | 5 de diciembre de 2005 (FilmAsia Festival)                                        |
| Francia         | 26 de enero de 2006 (Gerardmer Film Festival)                                     |
| Polonia         | 27 de enero de 2006                                                               |
| Brasil          | 24 de marzo de 2006                                                               |
| México          | 21 de abril de 2006 (En cines)                                                    |
| Venezuela       | 28 de abril de 2006 (En cines)                                                    |
| Japón           | 13 de mayo de 2006                                                                |
| Italia          | 30 de junio de 2006                                                               |
| Finlandia       | 13 de septiembre de 2006 (Estreno en DVD)                                         |
| Sweden          | 20 de septiembre de 2006 (Estreno en DVD)                                         |
| México          | 12 de octubre de 2006 (Estreno en DVD)                                            |
| Argentina       | 30 de noviembre de 2006                                                           |
| UK              | 29 de enero de 2007                                                               |
| Estados Unidos  | 27 de marzo de 2007 (Estreno en DVD)                                              |
| UK              | 28 de abril de 2007 (Dead by Dawn, Scotland's International Horror Film Festival) |

## Remake
Un remake estadounidense fue lanzado en 2008, dirigida por Masayuki Ochiai y protagonizada por Rachael Taylor y Joshua Jackson. La versión americano sigue la historia de una joven pareja en su luna de miel en Tokio, donde pronto comenzará a ver las imágenes fantasmales en sus fotografías. A diferencia de su versión original, el remake de 2008 fue recibido negativamente por los críticos.
Alrededor de 2006, esta película fue rehecha también como foto en Telugu. Era una película de bajo perfil. La principal diferencia es el héroe no ha hecho ningún daño a los fantasmas que lo perseguían. Al final el fantasma llega a conocer del presente y el héroe se libera de la obsesión. El veterano Jayasudha desempeña el papel de la madre a la niña (fantasma), que murió y ahora recorre el héroe.
En 2007 fue rehecha en Tamil como Sivi.
Una nueva versión en hindi de la película llamada "Haga Click" protagonizada Shreyas Talpade y Sada fue lanzado en 2010.